# Logos Bibelsoftware
Logos Bibelsoftware (englisch Logos Bible Software) ist eine Bibelsoftware zum Studium und zur Exegese der Bibel mit einer integrierten digitalen Bibliothek. Entwickelt wird Logos von der US-amerikanischen Faithlife Corporation. Das Programm läuft unter Android, iOS, Windows, macOS und als Webanwendung. Nachdem das auf Logos beruhende deutsche Bibelprogramm Stuttgarter elektronische Studienbibel ab 2009 nicht mehr weiterentwickelt wurde, gibt es seit Mai 2016 die deutschen Logos-Versionen Bronze und Silber, seit Oktober 2016 eine weitere Version namens Gold und seit Juni 2017 wird auch ein kleines kostenloses deutsches Basispaket „Logos Basic“ angeboten. Seit Februar 2018 und der Veröffentlichung der deutschen Logos-7-Bibelsoftware wurde das Angebot durch ein kleineres „Einsteiger“- und ein „Funktionen-und-Werkzeuge“-Basispaket erweitert. Ab Oktober 2018 wurden die deutschsprachigen Basispakete gleichzeitig mit den englischsprachigen angeboten, wobei das deutschsprachige Angebot das „Platin“-Niveau erreichte. 2020 erreichte das deutschsprachige Angebot mit der Version 9 das „Portfolio“-Niveau. Die aktuelle Version 10 wurde im Oktober 2022 veröffentlicht und seitdem werden auch „akademische“ Basispakete auf „Diamant“-Niveau angeboten. Bereits ab 2014 ist die Software mit deutscher Benutzeroberfläche verfügbar.
Funktionell stellt die Logos Bibelsoftware eine modular aufgebaute Sammlung verschiedener Spezialwerkzeuge und Datenbanken dar. Damit lassen sich Bibeltexte und andere antike Primärtexte literarisch, linguistisch und statistisch analysieren. Dazu kommt eine große Auswahl an digitalen Fachbüchern wie Bibelübersetzungen, Wörterbüchern oder Lexika. Sogenannte „Basispakete“ in verschiedenen Preisklassen kombinieren Werkzeuge und Bibliotheken verschiedenen Umfangs.
Der Funktionsumfang der Software ist breiter angelegt als bei anderen professionellen Bibelprogrammen, die sich zumeist auf die akademische Exegese konzentrieren. Logos richtet sich etwa mit Werkzeugen zur Predigtvorbereitung auch an den praktischen Bedürfnissen von Geistlichen aus. Viele Aspekte der Software sind so konzipiert, dass auch Laien ohne Kenntnis der biblischen Ursprachen damit arbeiten können. So ist in einer „erweiterten Interlinearbibel“ der biblische Urtext Wort für Wort in Handarbeit mit dem einer Übersetzung verknüpft, was eine Analyse des Urtexts auf Grundlage der Übersetzung ermöglicht.
Ein großer Teil der enthaltenen Fachliteratur ist von Hand mit thematischen Tags versehen. In Kombination mit den zahlreichen bibelbezogenen Datenbanken (etwa zu Paralleltexten, kulturellen Konzepten, Ereignissen, Personen, Orten oder linguistischen Aspekten) ermöglicht Logos auf diese Weise sehr detaillierte und zielführende Recherchen.
Der für Logos erhältliche digitale Katalog umfasst ca. 100.000 Werke in knapp 40 Sprachen von Hunderten von Verlagen, darunter der Brunnen Verlag, Goldschmidt Basel, CSV, die Deutsche Bibelgesellschaft, EVA, Genfer Bibelgesellschaft, Gütersloher Verlagshaus, Herder, Katholisches Bibelwerk, Kohlhammer, Mohr Siebeck, SCM R. Brockhaus, Theologischer Verlag Zürich, Vandenhoeck & Ruprecht, Verlag für Kultur und Wissenschaft und Walter de Gruyter.
Im Oktober 2014 wurde das Unternehmen hinter der Logos Bibelsoftware (damals „Logos Research Systems, Inc“) als Reaktion auf die größere Vielfalt der angebotenen Produkte und Dienstleistungen in Faithlife Corporation umbenannt.

## Geschichte

### Windows- und Mac-Versionen
Die Logos Bibelsoftware wurde 1992 von zwei Microsoft-Entwicklern (Bob Pritchett und Kiernon Reiniger) gegründet, zusammen mit Bobs Vater, Dale Pritchett. Unter Übernahme von Daten aus einem früheren Bibelsoftware-Projekt namens CDWordLibrary veröffentlichte Logos 1995 dieLogos Library System-Plattform (LLS).
Nach einer langen Beta-Phase, die im Jahr 1999 begann, wurde das LLS im Jahr 2001 vom Libronix Digital Library System (oder Libronix DLS) abgelöst. Dies war eine 32-Bit-Anwendung (LLS war 16-bit) und wurde aufgrund der modularen Art und Weise umgeschrieben, die es einfacher machte, zukünftige Erweiterungen hinzuzufügen. Wie bei allen anderen Versionen der Logos Bibelsoftware wurde sie als kostenloses Update für bestehende Kunden angeboten.
Die Version 2 der Libronix DLS erschien im Juli 2003 als Logos Bible Software Series X 2.0. Es kamen u. a. eine zusätzliche Unterstützung für Dokumente wie Notizen und Wortlisten sowie visuelle Filter (Regeln erstellen, Hervorhebungen und Markierungen hinzufügen).
Die Version 3 wurde im Juni 2006 gestartet und führte erweiterte Interlinear-Bibeln, das Bibel-Wortstudium-Tool und eine Syntax-Suche ein.
Der Name „Serie X“ wurde durch Logos Bible Software 3 ersetzt.
Im März 2008 erschien eine Alpha-Version der Logos Bible Software für Mac OS, die dann im Dezember zum Verkauf angeboten wurde. Diese wurde als Logos Bible Software for Mac 1.0 bekannt, und obwohl sie auf der Windows-Version basierte, wurde die volle Parität mit den Versionen 1.1 und 1.2, die 2009 erschienen, nie erreicht.
Am 2. November 2009 wurde Logos Bible Software 4 für Windows veröffentlicht, zusammen mit einer frühen Alpha-Version für Mac und einer abgespeckten iPhone-Version. Wie das Original-Release vom Libronix Digital Library System war die Anwendung im Wesentlichen umgeschrieben und sie enthielt eine andere grafische Benutzeroberfläche als die Vorgänger-Version. Als die Mac-Version fertiggestellt war, waren beide Versionen der Software in Funktion und Einstellungen nahezu identisch, Dokumente und Ressourcen konnten zwischen den verschiedenen Versionen nahtlos synchronisiert werden. Die Mac-Version erreichte die Beta-Phase im Juli 2010 und wurde im September 2010 mit der Version 4.1 veröffentlicht. Verschiedene Updates kamen später für beide Plattformen (Oktober 2010, nur Windows), Grafik und Druck/Export, 4.2 (Dezember 2010 unter Windows, im März 2011 auf dem Mac) verschiedene kleinere Features und Bugfixes, 4.3 (August 2011) „Persönliche Bücher“, damit die Benutzer ihre eigenen Inhalte hinzuzufügen können, 4.5 (Januar 2012) verbesserte Notizen und Hervorhebungen (4.4 wurde übersprungen) und 4.6 (August 2012) mit Bugfixes und ein paar Veränderungen.
Logos Bible Software 5 wurde im November 2012 für Mac und Windows veröffentlicht mit einem Schwerpunkt auf der Integration unterschiedlicher Funktionen und Datenbanken, sodass das Bibelstudium einfacher und effizienter gestaltet werden kann. Datensätze und Schlagwörter wurden zu den Bibeln hinzugefügt, der Nutzer konnte nun die Wurzeln der Wörter und ihren Sinn untersuchen und der „Predigt-Assistent“ und „Themen-Assistent“ erleichterten und beschleunigten den Zugriff auf die Bibel-Themen. Logos 5.1 (Juli 2013) fügte eine Audio-Vorlesefunktion hinzu sowie ein neues Layout mit mehreren weiteren kleineren Verbesserungen in 5.2 (November 2013).
Logos Bible Software 6 wurde Ende Oktober 2014 veröffentlicht und war die erste Version, die eine 64-Bit-Architektur unterstützt. Auch sie hatte eine Reihe von neuen Datensätzen und Funktionen, darunter Querverweise für Antike Literatur, „Kulturelle Konzepte“, Bilder von Originalhandschriften, Multimedia und das neue „Faktenbuch“. Logos 6 integrierte auch das Senden an Amazon Kindle.
Logos Bible Software 7 wurde am 22. August 2016 veröffentlicht. Die Version gab es am Anfang nur auf Englisch und seit dem 7. Februar 2018 ist die Bibelsoftware auch auf Deutsch verfügbar. Mit folgenden Funktionen wurde die Bibelsoftware erweitert: Predigteditor, Course Tool, Figurative Language (interaktiv), Hebrew Grammatical Constructions, Longacre Genre Analysis, Sentence Types of the New Testament Dataset, Quickstart Layouts, Speech Acts, An Empty Tomb (interaktiv), Exploring Biblical Manuscripts.
Logos Bibelsoftware 8 wurde am 29. Oktober 2018 veröffentlicht. Es wurden diesmal auch alle fremdsprachigen Basispakete inkl. die deutschen gleichzeitig mit der englischen Version ausgeliefert. Bei Logos 8 wurde das Design erneuert und die Performanz u. a. der Indexierung und der Suche verbessert. Es wurden neue Studienhilfen und weitere Werkzeuge integriert. Die deutsche Übersetzung des Atlas-Werkzeugs wurde u. a. abgeschlossen und die Notizen wurden überarbeitet.
Logos Bibelsoftware 9 wurde am 26. Oktober 2020 veröffentlicht. Neu sind ein Dark Mode, der Predigtkalender, die Überarbeitung des Faktenbuches, die Integration der Lexikonreihe „Religion in Geschichte und Gegenwart“ (RGG), u. a. Der Bibelstellenscanner erstellt direkte Verknüpfungen zu einer Versliste.
Logos Bibelsoftware 10 wurde am 10. Oktober 2022 veröffentlicht. Die Benutzeroberfläche wurde grundlegend überarbeitet (man kann u. a. die Werkzeugleiste auch links am Bildschirmrand positionieren). Eine KI-Übersetzung der führenden Übersetzungsanbieter DeepL und Google Übersetzer wurde auf allen Plattformen integriert. Die Suche wurde vereinfacht und intuitiver gestaltet. Die eigene Print-Bibliothek kann mit dem Scannen des ISBN-Barcodes integriert werden, wenn die Bücher sich im Bestand von Logos befinden. Die Bibelsoftware läuft nativ auf den aktuellen Apple-Geräten mit Silicon-Chips (M1- und M2-Generation).

### Mobile Versionen
Eine iPhone-App wurde im November 2009 neben Logos 4 veröffentlicht. Sie erlaubt es iPhone-Nutzern, auf die meisten Logos-Ressourcen mit einfachen Such- und Studien-Funktionen zuzugreifen. Auf Ressourcen kann über die Cloud zugegriffen werden oder sie können auf das Gerät für die Offline-Nutzung heruntergeladen werden. Nativer iPad-Support folgte im April 2010 mit der Version 1.4. In der Version 2.0 (Januar 2012) wurden Notizen, Hervorhebungen und Inline-Fußnoten aufgenommen. Die Version 3.0 (August 2012) integrierte Lesepläne und Community-Notizen und Version 4.0 eine neue Benutzeroberfläche für iOS 7. Ein „Themen-Leitfaden“ wurde in 4.3 hinzugefügt (Juni 2014) und eine Scroll-Ansicht in 4.4 (Dezember 2014). Die App ermöglicht zudem die Einstellung mehrerer Layouts. Zusätzlich zu der Standard-Logos-Bibelsoftware-App (auf Deutsch „Bibel“ oder „Bibel!“) gibt es weitere Apps der Faithlife Corporation wie die Faithlife Studienbibel, „Vyrso“, „Verbum“ und „Noet“. Diese Anwendungen bieten ähnliche Funktionen, einen unterschiedlichen Aufbau und eine etwas andere Benutzeroberfläche. Die iOS-App wurde mit dem „DBW Publishing Innovation Award 2011“ ausgezeichnet.
Eine Android-App kam im Mai 2011 in einer öffentlichen Alpha-Version heraus, die Beta-Version erschien im Juli, die Version 1.0 kam ein Jahr später. Die erste Version erlaubte etwas mehr als das Lesen von Logos Bücher. Die Version 2.0 folgte bereits im August 2012. Es wurden Notizen, Hervorhebungen, Lesepläne, „Biblisches Wortstudium“, der „Textabschnitt-Leitfaden“ und eine Split-Screen-Ansicht hinzugefügt. Dadurch wurde die Android-App an der iOS-App angeglichen und die künftige Entwicklung wurde auf ähnliche Weise in der iOS-Version fortgesetzt.

## Konzeption/Marketing
Für die Nutzung der Logos Bibelsoftware wird ein Account benötigt, der für alle Faithlife-Anwendungen gilt. Mit diesem Account kann man die meisten kostenlosen und erworbenen Werke auch mobil nutzen. Die mobilen Apps für Android und iOS sind kostenlos. Die Desktop-Software („Logos Core Engine“) an sich ist ebenfalls kostenlos. Monatlich wird ein kostenloses Werk als „Free Book of the Month“ angeboten, meist englischsprachig. Eine kostenlose Basisversion der Bibelsoftware „Logos Basic“ steht mit eingeschränkter Funktionalität auch auf Deutsch zur Verfügung; darin sind einige deutsche Bibelübersetzungen, Kommentare und andere Werke enthalten. Dabei wird die Eingabe einer E-Mail-Adresse vorausgesetzt. Ein entsprechendes fremdsprachiges Angebot ist ebenfalls vorhanden.
Für die Logos Bibelsoftware werden außer Standard-Basispaketen mit unterschiedlichem Funktionsumfang und unterschiedlicher Bibliotheksgröße zu günstigeren Preisen auch konfessionsspezifische Basispakete angeboten (anglikanisch, baptistisch, lutherisch, pfingstlerisch, charismatisch, orthodox, reformiert, adventistisch und römisch-katholisch). Es wird auch eine katholische Software-Version namens Verbum angeboten, die mit Logos äquivalent ist. Alternativ ist auch ein Basispaket („Feature Set“) nur mit den Logos-Funktionen erhältlich. Neue Werke werden entweder als Vorbestellung zum günstigeren Preis angeboten („Pre-Pub“-Programm), um u. a. die Kundenwünsche bei der Produktionsreihenfolge zu berücksichtigen, oder als „Community Pricing“ angeboten. Es besteht auch die Möglichkeit, bei einer Anschaffung ab 100 $ auf Raten zu zahlen.
Beim Erwerb von einzelnen Werken oder Basispaketen werden spätere Anschaffungen von größeren Basispaketen mit einem reduzierten Preis angeboten, bei dem die bereits erworbenen Werke und Pakete mit einer dynamischen Preisgestaltung berechnet werden. Es werden außer einzelnen Werken auch „Bundles“ angeboten.
Die plattformübergreifende Bibelsoftware wird ständig aktualisiert und die neueste Basis-Version wird nach der Einführung der neuen Logos-Version mit einer gewissen Verspätung kostenlos zur Verfügung gestellt, wobei der erworbene Funktionsumfang und die gekauften Werke erhalten bleiben. Somit ist eine Nutzung unter dem neuesten Betriebssystem (Windows oder macOS) gewährleistet, ohne einen Kaufzwang für ein neues Basispaket mit neuen Funktionen.

## Softwareumfang der Desktop-Version
Die Logos Bibelsoftware verfügt über verschiedene Tools, die u. a. Hintergrundinformationen zur Bibel, visuelle und sprachanalytische Werkzeuge beinhalten. Die Medienkollektionen bieten 3D-Modelle von biblischen Orten, künstlerische Darstellungen von wichtigen Bibelcharakteren und -ereignissen, mehr als 15.000 Fotos aus dem Heiligen Land und Infografiken von antiken Orten an. Eine Übersicht der Funktionalität findet man auf der Logos-Homepage.

### Suchfunktionen

Suchfunktionen in Logos 6

- Überall-Suche: Damit lässt sich ein Wort oder eine Phrase in der Logos-Bibliothek sowie in einer Reihe anderer Tools und Ressourcen suchen. Die Suchergebnisse werden in verschiedenen Suchergebniskarten untergliedert, wie z. B. Faktenbuch, Standardbibel, eigene Dokumente, Bibliothek-Titel, „Atlas“, Bibliothek-Ergebnisse (heruntergeladen oder Cloud), Fragen und Antworten, Faithlife Media, Predigten auf Faithlife.com und „Beliebte Zitate“.
- Bibel-Suche: Damit lässt sich in einer bestimmten Bibelübersetzung, in mehreren oder allen Bibeln suchen, auch anhand von Suchvorschlägen. Die Suche hat verschiedene Filter für die Bestimmung des Suchbereichs wie selbsterstellte Sammlungen, vergebene Schlagworte, Sprachen oder Reihen, die Unterteilung in „Ganze Bibel“, Altes und Neues Testament, sowie bestimmte Markierungen im Bibeltext. Eine Reihe logischer Suchoperatoren ermöglichen die zusätzliche Eingrenzung oder Erweiterung des Suchbereichs. Die Darstellung der Suchergebnisse kann in unterschiedlicher Form erfolgen: als Liste, bündig, als Bibelvergleich, mit einer Analyse inkl. Wortform, Lemma oder Wurzel. Zur Erweiterung der Suche gibt es die sog. „unscharfe Suche“, die Ergebnisse aus Dutzenden von Übersetzungen liefert und das umfangreiche Daten-Tagging innerhalb von Logos nutzt, um Übereinstimmungen auch für ungenaue oder falsche Abfragen bereitzustellen.
- Bücher-Suche: Damit lässt sich ein Wort oder eine Phrase in der Logos-Bibliothek oder in bestimmten Feldern innerhalb bestimmter Tools oder in Ressourcensätzen suchen. Die Ergebnisse werden in bis zu sechs Abschnitten angezeigt: Faktenbuch, heruntergeladene Bücher, Bibliothek (Cloud), gedruckte Bücher (dieser Abschnitt zeigt, wo der Suchbegriff in Büchern vorkommt, die der gedruckten Bibliothek des Benutzers hinzugefügt wurden), persönliche Bücher und Vorschläge aus dem Logos-Katalog.
- Faktenbuch-Suche: Damit lässt sich nach Personen, Orten, Ereignissen, einem Thema, einem Lemma oder einem Buch im Werkzeug „Faktenbuch“ suchen.
- Inline-Suche: Damit lässt sich in einem einzelnen geöffneten Werk suchen. Es gibt auch Filter für einzelne Felder (Oberflächen-Text und Stammform) und Markierungen.
- Medien-Suche: Zu den üblichen Suchfiltern kommen hier „Audio“, „Video“ und „Images“ (architektonische Bildern, Kunst- und Objekt-Bilder, Cartoons, Tabellen, Diagramme, Landschaften, Infografiken, Strichzeichnungen, Karten, Porträts, Fotos, Lagepläne, Musiknoten, Symbole und Zeitleisten) hinzu.
- Morphologische Suche
- Satzglied-Suche
- Suche in Notizen: Es werden die Notizen mit dem gesuchten Wort angezeigt. Allerdings werden die gesuchten Begriffe nicht markiert.
- Syntax-Suche[45]

### Hintergrundinfos und visuelle Werkzeuge
- Werkzeug für antike Literatur: Verknüpfen der biblischen Schrift mit der antiken Literatur; Verbinden der Texte basierend auf Verweisen, Anspielungen und geteilten Themen; bei der Suche eines beliebigen Verses im Textabschnitt-Leitfaden listet das Werkzeug Links zu verwandten antiken Texten auf.[46] Es werden schnell Verbindungen zwischen der Bibel und Werken von der Apostolischen Väter, Philon, und anderen hergestellt, ebenso zum Talmud, zur Mischna, zur jüdischen Literatur usw.
- Atlas: Er ist eine interaktive Sammlung von regionalen, historischen und ereignisbasierten Landkarten, die u. a. über Zoom- und Schwenk-Funktionen verfügen.
- Bibelbrowser: Er hilft bei der Suche nach Bibelstellen. Mit verschiedenen Filtern lassen sich Ergebnisse eingrenzen.[47]
- Bildmaterial („Visual Copy“): Mit vorgefertigten Vorlagen erstellen von Präsentationsfolien und teilen von Inhalten in den Sozialen Medien, indem man den Text einfügt und automatisch umwandelt.
- Bücher der Bibel im Überblick: Dieses Werkzeug präsentiert alle wichtigen Informationen zu einem biblischen Buch kompakt zusammengefasst.[48]
- Das Erforschen-Werkzeug kann als schmale Leiste an der Seite angezeigt werden. Durch die Verknüpfungsoption aktualisiert es den Inhalt kontinuierlich mit dem aktuellen Vers, den man gerade liest. Wenn man mit der Maus über eine der Parallelstellen fährt, wird der Bibeltext in einem Fenster angezeigt. So ergibt sich einen schnellen Überblick über alle Parallelstellen und der Leser behält den biblischen Kontext im Blick.[49]
- Explorer Bibelgliederung
- Faithlife Study Bible Interaktive Infografiken: Interaktive Infografiken aus der Faithlife Studienbibel mit Zoom auf Details.
- Faktenbuch: Informationen zu allen biblischen Personen, Orten, Ereignissen, kulturellen Konzepten oder Büchern der Bibel.
- Hervorhebungen: Markieren einen beliebigen Text in jeder Ressource mit einer Vielzahl von Farben und Stile (Vollfarbe, Textmarker, induktiv).
- Infokarten: Eine kurze Worterklärung, Links zum Faktenbuch, zur Wortstudie und übersichtlichere Textmarker- und Notizoptionen: Wenn man in der App Wörter markiert, sieht man eine noch größere Auswahl von Möglichkeiten.
- Israelitische Feste und Opfer: Interaktive Kalender der israelitischen Festen auf einem modernen Kalender dargestellt. Hier finden sich alle Opfer in der Bibel nach Typ, Gelegenheit, Inhalte oder opfernder Person.
- Kanonvergleich: Veranschaulichung der verschiedenen Kanonausprägungen der Religionen (Tanach vs. „christliche Bibel“) und Konfessionen mit Kurzinformationen zur jeweiligen Ausprägung. Als „besonders wertvoll“ werden von Theologen die Inhaltsangaben zu konkreten Handschriften und Bibelausgaben geschätzt.[50]
- Konkordanz: Enthält Daten zur Häufigkeit und Verteilung von Wörtern, Lemmata, Wurzeln und ähnlichen Informationen in einem bestimmten Werk. Damit lässt sich schnell eine komplette Konkordanz einer Bibel oder eines Buches erstellen. Dies ermöglicht alle Verse zu finden, in denen ein bestimmtes Wort vorkommt. Weiterhin verschafft die Konkordanz einen Überblick, wie häufig ein Wort in einem Text vorkommt.
- Kulturelle Konzepte: Hochzeitsrituale, ökonomische Strukturen, Opfer, Gebäude und vieles mehr.
- Leinwand: Ein Diagrammwerkzeug, das Bibelstellen grafisch darstellt.
- Navigation biblische Ereignisse: Anzeigen der biblischen Ereignissfolge und Navigieren durch das Faktenbuch in der Ereignis-Hierarchie.
- Textabschnitt-Analyse: Eine graphische Darstellung, die die Optionen „Perikopen vergleichen“, „Wortstamm“, „Morphem-Fluss“, „Cluster-Graph“ und „Versionsdiagramm“ beinhaltet.
- Textvergleich: Anzeigen des aktuellen Textabschnitts in mehreren Bibelausgaben. Dabei werden die Unterschiede in den verschiedenen Versionen angezeigt.
- Vorher/Nachher: Biblische Orte: Überlagern von historischen Rekonstruktionen der biblischen Orte über Fotos der modernen archäologischen Stätten.
- Zeitleiste: Anzeigen von biblischen und weltgeschichtlichen Ereignissen zusammen in einer durchsuchbaren Zeitleiste, die mit der Bibliothek verknüpft ist.

### Originalsprachen und Semantik
- Antike Inschriften: Anzeige einiger alter Inschriften in einer interaktiven Karte mit Anbindung an den historischen Hintergrund der Bibel.
- Erweiterte Interlineare Bibeln erforschen: Die Bibelübersetzung wird unmittelbar mit dem hebräischen und griechischen Grundtext verknüpft. Durch die Verzahnung mit den vielen Werkzeugen der Logos-Basispakete werden Wortstudien und komplexe linguistische Analysen ermöglicht.
- Hebräische Kantillation: Visualisieren der hebräischen Kantillationszeichen in jedem Vers der hebräischen Bibel. Nützlich zum Lernen, wie Kantillationszeichen in Beziehung zueinander arbeiten und wie sie den Bibelvers in immer kleinere Segmente unterteilen.
- Lernhilfe – Hebräisches Alphabet: Interaktive Audio-/Video-Lernkarte der einzelnen Buchstaben im hebräischen Quadratschrift-Alphabet, die auch über eine Audio Aussprache-Tipps und „Lesen Sie es“-/„Schreiben Sie es“-Ansicht für das Lernen typografischen Formen gegenüber handschriftlichen Formen verfügt.
- Lernhilfe – Griechisches Alphabet (ähnliches Werkzeug für die griechische Sprache wie beim Hebräischen Alphabet)
- Morphologietabellen: Rasterförmige Anzeige der Verteilung eines bestimmten Lemma in der Lexham Hebrew Bible oder im Greek New Testament: SBL Edition.
- Semantisches Wörterbuch zur Bibel: Es erforscht den biblischen Wortschatz geordnet nach Wortbedeutung in den Ursprachen.
- Sprachausgabe: Sie listet Wörter in der Originalsprache auf mit Audio-Aussprache in verschiedenen Stilen auf.
- Textkritische Varianten: Textunterschiede zwischen Übersetzungen mit antiken Manuskripten, Anzeigen von eingescannten Original-Bibeltexten.
- Propositionale Gliederungen: Finden die Bedeutung oder das Motiv jedes Abschnittes im griechischen Neuen Testament mit einfach zu verstehenden Labeln.

### Assistenten
- Bibel Wortsinn-Lexikon: Wortfelder nach ihrer Bedeutung in den Originalsprachen entdecken.
- Bibelstellen-Assistent: Informationssammlung zu einem bestimmten Textabschnitt.
- Dogmatik-Assistent: Er erforscht Themen und Konzepte aus dem Bereich der Systematischen Theologie.
- Exegese-Assistent: Analyse eines Textabschnitts Wort für Wort in den Originalsprachen.
- Predigt-Assistent: Informationssammlung für die Vorbereitung einer Predigt zu einem Textabschnitt oder Thema.
  - Dazu die Funktion Predigtkalender: Anstehende Predigttermine planen und das gesamte Archiv leicht im Blick behalten. Mit Übersicht deutscher Feiertage und dem evangelischen Lektionar.
- Themen-Assistent: Informationssammlung aus der Logos-Bibliothek zu einem Thema oder Begriff.
- Wortstudie: Sie zeigt auch grafisch, wie u. a. ein bestimmtes Wort übersetzt und wie es im Kontext verwendet wird.

### Weitere interaktive Werkzeuge
- Die 10 Gebote: Vergleich der Zehn Gebote aus einer beliebigen Bibelübersetzung mit verschiedenen Traditionen.
- Biblische Personen
- Visuelle Zeitleisten
- Erklärende Charakterkarten: Zeigt die Personen zu einem bestimmten Ereignis, Ort und Zeitpunkt. Nützlich für das Verfolgen einer oder mehrerer Personen hinter den Kulissen einer komplexen Erzählung.
- Gewichte & Maße – Umwandler: Umrechnung der biblischen Maßeinheiten (Gewicht, Länge, Volumen und Währung) in ihre heutigen Entsprechungen.
- Parallele Evangelienanzeige
- Psalmenexplorer: Grafische Darstellung der Psalmen nach Genre, Autor und Thema. Jeder Psalm enthält eine Analyse von Textstruktur und Parallelismen.
- Sprichwörter-Explorer: Finden Einzelsprüche im Buch der Sprichwörter nach Thema, Typ, und Charakter.
- Tage der Schöpfung: Interaktive Darstellung der sieben Tage der Schöpfung.
- Textumwandler: Umwandlung griechischer oder hebräischer Texte in mehrere Transliterationen oder Formen ohne Markierungen. Verwendbar für Publikationen.
- Wer tötete Goliath?: Anhand einer interaktiven Folienpräsentation die textkritischen Ausgaben mit den verschiedenen Texten der Tötung von Goliath erforschen. Lehrt mehrere textkritische Prinzipien und zeigt, wie man mit bestimmten Arten von textlichen Schwierigkeiten umgehen kann.
- Zahlenumwandler: Konvertieren von Zahlen in Standard, Römische, Griechische oder Hebräische Zahlschrift in gleichwertige Zahlen anderer Systeme.

### Bibliothek
Die Werke in der Bibliothek können nach Titel, Autor, eigenen Schlagwörtern oder Bewertung sortiert werden.
- Favoriten: Verwalten von Verknüpfungen zu den bevorzugten Werken, Artikeln und Dokumenten.
- Persönliche Bücher können zur Bibliothek hinzugefügt und durchsucht werden. Bei einer entsprechenden Formatierung können sie mit anderen Werken vernetzt werden.
- Priorisieren: Werke können priorisiert werden; bei Suchanfragen werden sie dann bevorzugt aufgelistet.
- Sammlungen: Werke in ausgewählten Gruppen zusammenfassen und die Suche auf die jeweilige Sammlung begrenzen.

### Dokumente
- Bibliografie: Mit diesem Dokument kann man Listen der Werken aus der Bibliothek bearbeiten, kommentieren und ausdrucken.
- Gebetslisten: Gebetsanliegen und erhörte Gebete festhalten.
- Leseplan: Einen Zeitraum festlegen, in dem man ein Buch aus der Bibliothek abschnittsweise lesen will.
- Notizbuch: Kommentare und Notizen zu den einzelnen Werken und Bibelstellen speichern.
- Predigt: Eine Predigt und Präsentationsfolie gleichzeitig erstellen.
- Satzdiagramm: Die Diskurs-Struktur einer Perikope grafisch darstellen.
- Syntaxsuche: Komplexe grammatische/syntaktische Suchanfragen erstellen und speichern.
- Visuelle Filter: Mit Hilfe von Suchen den Text in beliebigen Werken markieren.
- Wortefinder-Puzzle: Es erstellt Wort-Puzzles eines Textabschnitts in einer beliebigen Version.
- Wortlisten: Listen mit Wörtern aus bestimmten Textabschnitten erstellen.
- Zitatsammlung: Zitate und Textausschnitte aus der Bibliothek zur späteren Verwendung speichern. Jedes Zitat lässt sich kommentieren und es kann automatisch eine Bibliografie von allen hier zitierten Werken erstellt werden.

### Community
- Fragen Sie den Autor: Man kann dem Autor eines Werkes Fragen stellen.
- Gebetsliste: Man kann sie verwenden, um Gebetsanliegen und -erhörungen nachzuverfolgen.
- Gemeinsame Notizen: Teilen von Werknotizen innerhalb der Faithlife-Community.
- Gruppen: In einer Faithlife-Gruppe Dokumente einsehen und bearbeiten.
- Leseplan: Er ermöglicht, jedes Buch aus der Bibliothek terminiert zu lesen.

### KI-Übersetzung
Beim Markieren eines Textabschnitts wird der fremdsprachige Text mit Hilfe von künstlicher Intelligenz (KI) automatisch übersetzt. Sowohl Werke aus modernen Sprachen wie z. B. Englisch als auch Latein und Hebräisch werden mit diesem Werkzeug übersetzt.

### Logos Now
„Logos Now“ ist ein im April 2015 gestartetes Abo-Programm, das den Zugriff auf geplante Inhalte, Funktionen und Werkzeuge für das Bibelstudium erlaubt, die noch nicht in einem bestehenden Logos-Basispaket zugänglich sind. Man erhält auch Zugang zu den Logos-Beta-Versionen. Sobald man das Abo kündigt, stehen diese Funktionen nicht mehr zur Verfügung.

## Features der mobilen Versionen
Mit den Apps kann man u. a. Bibellesen mit Kommentaren, Notizen und Textmarkern. Die Assistenten helfen beim Erforschen eines Bibelverses oder Wortes; dabei ist ein Internetzugang notwendig. Bücher und Bibeln synchronisieren sich über das Logos-Konto auf allen Geräten, lassen sich aber auch zum Offline-Gebrauch speichern.
- Startseite: Hier werden auswahlweise folgende Abschnitte angezeigt: „Store“, „Schnellzugriff“ (u. a. Vorlagen wie in der Desktop-Version, Lesepläne, Lektionar) und „Erkunden“ (Webinar, Vers des Tages).
- Bibliothek: Sortierung nach Titel, Bewertung und Verlauf.
  - Filter dazu: Heruntergeladene Werke, Sachgebiet, Typ, Nutzer-Tags, Sprache, Autor, Verlag.
  - Barcode-Scanner für Print-Werke
- Tabs: Öffnen mehrere Ressourcen nebeneinander
- Suche: Es wird unterteilt nach Grundlegende- (Filter: „Gesamte Bibliothek“, „Top Bibeln“, Sammlungen, kürzlich genutzte Werke) und Bibel-Suche (Filter: „Top Bibeln“, Sammlungen und einzelne Bibeln; dazu auch die Bibel nach Abschnitten eingrenzen) unterteilt. Die Online-Suche ist nach einzelnen und mehreren Stichwörtern oder auch nach genauen Phrasen möglich sowie eine Kombination von beiden. Mit der Offline-Suche dagegen lassen sich Werke nur nach einzelnen Wörtern oder Phrasen die Werke durchsuchen. Die Suche in der Lutherbibel 1984 funktioniert immer lemmatisiert, sodass auch flektierte Formen des Suchbegriffs gefunden werden. Die Suche auf Hebräisch, die sowohl mit lateinischen als auch mit hebräischen Buchstaben funktioniert, wird für die „unzuverlässigen Resultate“ kritisiert.[54]
- Lesemodus: Es lässt sich zwischen den Modi „Normal“, „Sepia“ (farbig) und „Schwaches Licht“ wählen. Dabei wird jedoch die fehlende Scroll-Funktion bemängelt, weil man nur seitwärts blättern kann.[55] Schriftgröße und Helligkeit sind einstellbar. Andere Einstellungen sind u. a. roter Buchstabentext, Bildlauf anzeigen, Inline-Fußnoten und Notizen.
- Split Screen: Betrachtung zweier Werke mit der wählbaren „Sync-Fenster“-Option einer synchronen Darstellung des entsprechenden Bibelverses oder -abschnittes.
- Dokumente: Predigten, Verslisten, Zitatsammlungen und Anliegen.
- Notizen: Sie werden online auf allen Geräten synchronisiert. Man kann eigene Notizen und Community-Notizen erstellen.
- Hervorhebungen: Ähnlich wie in der Desktop-Version.
- Assistenten: Bibelstellen-Assistent (Er liefert Vers für Vers eine detaillierte Aufstellung zu Kommentaren, Parallelstellen, Textsorte sowie relevante Bilder und Medien), Exegese-Assistent, Themen-Assistent und Wortstudie (Definition mit Verlinkung zu den entsprechenden Wörterbüchern, grafische Darstellung der Übersetzungsmöglichkeiten und Verwendungsbeispiele). Alle Assistenten benötigen einen Internetzugang.
- Faktenbuch: Das interaktive Lexikon bietet einen schnellen Überblick über Personen, Orte, Gegenstände, Ereignisse und kulturelle Konzepte. Hierbei wird ebenfalls eine Internetverbindung benötigt.
- Pop-up-Fenster: Beim Markieren eines deutschen Wortes in einer Bibelübersetzung mit einer Interlinear-Funktion wird das Wort im Original inkl. Analyse und Übersetzung angezeigt. Dafür wird ein Internetzugang benötigt. Eine Offline-Analyse und -Übersetzung eines griechischen oder hebräischen Wortes wird jedoch unterstützt.
- Werkzeuge: Textvergleich (Vergleichen eines Verses in bis zu fünf Übersetzungen. Unterschiede werden visuell und anhand von Prozentzahlen angegeben), visuelle Medien (Hintergrundvorlagen), Atlas, Gebetslisten, Vortragsmodus (zeigt die Predigt in einem leserfreundlichen Stil an). Die ersten drei benötigen einen Internetzugang.
- Inhalte teilen (Social Sharing): Bibelversgrafiken auf Facebook und Twitter mit Evernote oder per E-Mail teilen.
- Faithlife-Gruppen: Direkte Integration in der Faithlife-Studienbibel-App.
- Mediale Inhalte offline: in der Faithlife-Studienbibel können die dazugehörigen Infografiken, Karten, Fotos und Videos offline genutzt werden.
- Bibelstellen-Scanner: Die App scannt Fotos von gedruckten Texten und öffnet die enthaltenen Bibelstellen.
- Vorlesefunktion: Auf den Audio-Button tippen, um ein geöffnetes Buch vorlesen zu lassen
- Erweiterte Zeitleiste: Sie enthält zehntausende Ereignisse der biblischen Geschichte und Weltgeschichte (in der iPad-App)

## Wissenschaftliche Bibelausgaben
Die Logos-Bibliothek enthält die wichtigsten wissenschaftlichen und originalsprachlichen Bibelausgaben. Hier eine Auswahl:

### Hebräisch
- Biblia Hebraica Stuttgartensia: SESB Version. (electronic ed.). Stuttgart: Deutsche Bibelgesellschaft, 2003.
- Gérard E. Weil, Karl Elliger, Wilhelm Rudolph: Biblia Hebraica Stuttgartensia (5. Aufl., rev.). Stuttgart: Deutsche Bibelgesellschaft, 1997.
- Biblia Hebraica Stuttgartensia: with Werkgroep Informatica, Vrije Universiteit Morphology. Werkgroep Informatica, Vrije Universiteit, 2006.
- Eep Talstra: Biblia Hebraica Stuttgartensia: WIVU Constituency Trees. Deutsche Bibelgesellschaft, 2005 (Es ist ein Teilband der Biblia Hebraica Stuttgartensia: SESB 2.0 Version with Apparatus and WIVU Introduction; die WIVU-Strukturdiagramme enthalten u. a. eine deutsche und englische Übersetzung).
- August Freiherr von Gall (Hrsg.): Der Hebräische Pentateuch der Samaritaner. Gießen: Verlag von Alfred Töpelmann, 1918.
- Anthony Gelston, David Marcus, Jan de Waard u. a.: Biblia Hebraica Quinta mit Apparatus Criticus (7 Bände). Deutsche Bibelgesellschaft, 2004–2015.

### Griechisch
- Septuaginta. Vetus Testamentum Graecum (Göttingen Septuagint, 67 vols.). Göttingen: Vandenhoeck & Ruprecht, 1967–2008.
- Alfred Rahlfs, Robert Hanhart (Hrsg.): Septuaginta: Id est Vetus Testamentum graece iuxta LXX interpretes. SESB Edition. Stuttgart: Deutsche Bibelgesellschaft, 2006. ISBN 978-3-438-05119-6 (mit textkritischem Apparat und Textalternativen)
- Barbara Aland, Kurt Aland, Johannes Karavidopoulos, Carlo Maria Martini, Bruce M. Metzger (Hrsg.): Nestle-Aland: Novum Testamentum Graece. 28. revidierte Auflage. Stuttgart: Deutsche Bibelgesellschaft, 2012 (5. korrigierter Druck 2016).
- Barbara Aland, Kurt Aland, Johannes Karavidopoulos, Carlo Maria Martini, Bruce M. Metzger (Hrsg.): The Greek New Testament (Fifth Revised Edition). Stuttgart: Deutsche Bibelgesellschaft, 2014.

### Latein
- Robert Weber, Roger Gryson: Biblia Sacra iuxta Vulgatam versionem: Psalmi iuxta Hebraicum et Varia Lectio (5th revised edition). Stuttgart: Deutsche Bibelgesellschaft, 1969, 2007. ISBN 978-3-438-05303-9

## Deutsche Werke
Wenn man das Bibelprogramm Stuttgarter elektronische Studienbibel (SESB) besitzt, lassen sich seine SESB-Lizenzen kostenlos auf Logos übertragen Somit kann man zusätzliche Werke nutzen, die noch nicht bei Logos angeboten werden. Im Logos-Forum werden kostenlose (gemeinfreie) „persönliche Bücher“ angeboten, die das deutsche Angebot ergänzen. Eine Übersicht dazu befindet sich im deutschen Logos-Wiki.

### Bibeln
- BasisBibel: Altes und Neues Testament, 2021
- Die Bibel in deutscher Fassung (Jantzen-Jettel, 2022) (kostenlos in Logos Basic[58])
- Die Bibel mit Erklärungen von Hans Bruns
- Die Heilige Schrift (Menge-Bibel)
- Leander van Eß (Hrsg.): Die Heiligen Schriften des Alten und Neuen Testamentes. Sulzbach: J. E. v. Seidelschen Buchhandlung, 1858.
- Gute Nachricht Bibel: Mit den Spätschriften des Alten Testaments
- Gute Nachricht Bibel 2018
- Einheitsübersetzung 2017
- Erweiterte Interlinearbibel zur Einheitsübersetzung 2017
- Elberfelder 1905: Großer Text
- Elberfelder Bibel, Edition CSV Hückeswagen
- Erweiterte Interlinearbibel zur Elberfelder Bibel (Edition CSV)
- Revidierte Elberfelder Bibel 1985, 2006
- Erweiterte Interlinearbibel zur Elberfelder Bibel 2006
- Herder-Bibel mit Kommentar und Erläuterungen
- Hoffnung für alle 2015
- Luther Bibel 1912, 1984 (kostenlos in Logos Basic), 2017
- Erweiterte Interlinearbibel zur Lutherbibel 1984 (Benjamin Misja) (kostenlos in Logos Basic)
- Erweiterte Interlinearbibel zur Lutherbibel 2017
- Das Newe Testament Deutzsch (Septembertestament von Luther, 1522)
- Luther21
- luther.heute (kostenlos als Teil der Basisversion)
- Das Neue Testament nach Abraham Meister
- NeÜ bibel.heute (kostenlos)
- Neue Genfer Übersetzung – Neues Testament und die Psalmen
- Neues Leben Bibel
- Paul Wilhelm Schmidt & Franz von Holkendorff (Hrsg.): Protestanten-Bibel Neuen Testamentes. Leipzig: Verlag von Johann Ambrosius Barth, 1872.
- Die Philippson-Bibel: Tora – Propheten – Schriften
- Reformations-Studienbibel (AT = Schlachter Übersetzung, NT = Neue Genfer Übersetzung)
- Die Heilige Schrift (Rabbinerbibel) von Leopold Zunz
- Schlachterbibel 2000
- Erweiterte Interlinearbibel zur Schlachterbibel
- Scofield Studienbibel (Anmerkungen zum Text). SCM R. Brockhaus; Christliche Verlagsgesellschaft, 2015, ISBN 978-3-417-25555-3
- Die Schrift von Buber&Rosenzweig
- Septuaginta Deutsch 2009
- Zürcher Bibel 2007; Mit deuterokanonischen Schriften (Ausgabe von 2019) (Als Vorbestellung)
- Erweiterte Interlinearbibel zur Zürcher Bibel

- Die Bibel. Einheitsübersetzung 1980 (Nutzung mit SESB-Lizenzen)
- Münchener Neues Testament, Studienübersetzung (Nutzung mit SESB-Lizenzen)

### Lexika
- Wolfgang Baum, Albert Franz, Karsten Kreutzer: Lexikon philosophischer Grundbegriffe der Theologie. Herder, 2007
- Michael Buchberger: Lexikon der Kirchengeschichte (Lexikon für Theologie und Kirche – kompakt). Herder, 2001
- Walter Bühlmann, Karl Scherer: Sprachliche Stilfiguren der Bibel. Von Assonanz bis Zahlenspruch. Ein Nachschlagewerk. Brunnen, 1994, ISBN 978-3-7655-9385-7
- Calwer Bibellexikon, 3. Auflage (kostenlos)
- Sebastian Feydt u. a.: Kleines Lexikon zum Christentum. Evangelische Verlagsanstalt, 2007. ISBN 978-3-374-02467-4
- Herbert Haag: Biblisches Wörterbuch. Herder, 2011
- Hellmut Haug: Lexikon Namen und Orte der Bibel. Deutsche Bibelgesellschaft, 2002
- Claudia Janssen, Frank Crüsemann, Rainer Kessler, Kristian Hungar u. a.: Sozialgeschichtliches Wörterbuch zur Bibel. Gütersloher Verlagshaus, 2019
- Kleines Lexikon zur Lutherbibel. Deutsche Bibelgesellschaft, 2005
- Franz Kogler: Herders neues Bibellexikon. Herder, 2008. ISBN 978-3-451-32150-4
- Abraham Meister: Biblisches Namenlexikon. Verlag Mitternachtsruf, 1991
- Abraham Meister: Namen des Ewigen. Verlag Mitternachtsruf, 2006 (enthält sämtliche Namen Gottes, Jesu und des Heiligen Geistes)
- Arend Remmers: Lexikon biblische Bilder und Symbole. Christliche Schriftenverbreitung, 2014
- Lexikon zur Bibel. SCM-Verlag, 2017
- Hans Dieter Betz u. a. (Hrsg.): Religion in Geschichte und Gegenwart. Handwörterbuch für Theologie und Religionswissenschaft. 8 Bände und ein Registerband. Mohr Siebeck Verlag, Tübingen 1998–2007, 4. Auflage: ISBN 3-16-146941-0
- Herbert Vorgrimler: Neues Theologisches Wörterbuch. Herder, 2008. ISBN 978-3-451-29934-6
- M. Rösel, K.-M. Bull (o. J.). Elektronische Bibelkunde. Die kanonischen und apokryphen Schriften des AT von Martin Rösel. Die kanonischen Schriften des NT und die Apostolischen Väter von Klaus Michael Bull, Stuttgart: Deutsche Bibelgesellschaft. Zugrunde liegt die für das Alte Testament die 4. Auflage der Druckausgabe, Neukirchen-Vluyn 2004, und für das Neue Testament die 5. Auflage, Neukirchen-Vluyn 2006 (Nutzung mit SESB-Lizenzen)
- Matthias Pöhlmann, Christine Jahn: Handbuch Weltanschauungen, Religiöse Gemeinschaften, Freikirchen. Gütersloher Verlagshaus, 2015

### Wörterbücher
- Kurt Aland und Barbara Aland (Hrsg.), Walter Bauer: Griechisch-deutsches Wörterbuch zu den Schriften des Neuen Testaments und der frühchristlichen Literatur. 6., völlig neu bearbeitete Auflage. De Gruyter, Berlin 1988, ISBN 3-11-010647-7
- Horst Balz, Gerhard Schneider: Exegetisches Wörterbuch zum Neuen Testament (EWNT). Kohlhammer, 2011, ISBN 978-3-17-021676-1
- H. J. Bosman u. a.: Wörterbuch zum Alten Testament: Hebräisch/Aramäisch-Deutsch und Hebräisch/Aramäisch-Englisch. Deutsche Bibelgesellschaft, 2009
- Johannes Botterweck, Heinz-Josef Fabry u. a.: Theologisches Wörterbuch zum Alten Testament (ThWAT, Bd. 1–10). Kohlhammer, 1973–2016
- Karl Breul: Heath's German and English Dictionary (2 vols.). D. C. Heath & Co., 1906 (Deutsch-Englisch und Englisch-Deutsch)
- Georg Fohrer: Hebräisches und aramäisches Wörterbuch zum Alten Testament. Walter de Gruyter, 2021
- Wilhelm Gesenius, Frants Buhl (Hrsg.): Hebräisches und Aramäisches Handwörterbuch über das Alte Testament. 16. Auflage. F.C.W. Vogel, 1915
- Ernst Jenni, Klaus Westermann: Theologisches Handwörterbuch zum Alten Testament (THAT). Gütersloher Verlagshaus, 2004, ISBN 3-459-00788-5
- Heinz-Dieter Neef: Taschenwörterbuch Hebräisch und Aramäisch zum Alten Testament. Mohr Siebeck, 2016, ISBN 978-3-8252-4678-5
- Wilhelm Pape: Handwörterbuch der griechischen Sprache. Vieweg & Sohn, 1914
- Erwin Preuschen: Griechisch-deutsches Taschenwörterbuch zum Neuen Testament. Walter de Gruyter, 2005
- Rudolf Kassühlke u. a.: Kleines Wörterbuch zum Neuen Testament: Griechisch-Deutsch. Deutsche Bibelgesellschaft, 1997, ISBN 978-3-438-05127-1
- Gerhard Kittel, Otto Bauernfeind, Gerhard Friedrich: Theologisches Wörterbuch zum Neuen Testament (ThWNT, 10 Bde.). Kohlhammer, 1933–1979
- Frank Matheus: PONS Kompaktwörterbuch Althebräisch. PONS, 2015, ISBN 978-3-12-517659-1
- Heinrich von Siebenthal u. a.: Neuer sprachlicher Schlüssel zum griechischen Neuen Testament. Brunnen Verlag, 2015, ISBN 978-3-7655-9393-2

### Bibelkommentare

#### Gesamtkommentare
- Christopher Ash, Timothy Keller: Die Bibel erklärt (Psalmen, Galater). Verbum Medien, 2022–2023
- Klaus Berger, Rudolf Hoppe: Exegetische Kommentare von Herder (4 Bde.). Herder, 2016–2020
- Klaus Berger: Kommentar zum Neuen Testament. Gütersloher Verlagshaus, 2020, ISBN 978-3-579-08129-8
- Helmut Utzschneider, Wolfgang Oswald, Steven L. McKenzie, Rainer Kessler: Internationaler Exegetischer Kommentar zum Alten Testament (IEKAT) (12 Bände). Kohlhammer, 2013–2022
- Matthew Henry: Der neue Matthew Henry Kommentar (6 Bände). 3L Verlag, 2015–2018
- Georg Fischer, Willem A. M. Beuken, Jürgen Ebach, Christoph Dohmen u. a.: Herders Theologischer Kommentar zum Alten Testament (HThKAT) (39 Bde.). Herder, 2001–2019
- Eckart Otto, Irmtraud Fischer, Dieter Böhler, Ulrich Berges, Ernst Axel Knauf: Herders Theologischer Kommentar zum Alten Testament – Upgrade (HThKAT) (5 Bde.). Herder, 2012–2022
- Herders Theologischer Kommentar zum Neuen Testament (HThKNT) (24 Bände). Herder, 1953–1996
- Hieronymus, Athanasius von Alexandrien, Hilarius von Poitiers u. a.: Bibelkommentare der Kirchenväter (Bibliothek der Kirchenväter | BKV) (37 Bde.). Faithlife, 2022
- Historisch Theologische Auslegung (HTA) (13 Bände), SCM, 2004–2017
- Frank Binford Hole: Grundzüge des Neuen Testaments (6 Bände). CSV, 1989
- Jens Kaldewey, Detlef Kühlein: Altes Testament: Die Bibel für Kopf und Herz (Der bibletunes-Kommentar) (15 Bde.); Neues Testament (12 Bde.). Faithlife; bibletunes, 2022–2023
- Kommentar der Stuttgarter Erklärungsbibel, überarbeitete Neuausgabe mit Apokryphen. Deutsche Bibelgesellschaft, 2005, ISBN 978-3-438-01123-7
- Carl Friedrich Keil, Franz Delitzsch: Keil und Delitzsch Biblischer Kommentar über das Alte Testament (15 Bände). Dörfling und Franke, 1869–1889
- Carl Friedrich Keil: Keils Biblischer Kommentar über das Neue Testament (5 Bände). Dörfling und Franke, 1877–1885
- William Kelly: Einführende Vorträge zum Neuen Testament. Faithlife, 2022
- Jakob Kroeker: Das lebendige Wort: Auslegungsreihe zum Alten Testament (9 Bde.). Brunnen Verlag; Missionsverlag „Licht im Osten“, 1925–1937 (kostenlos)
- Ulrich Mack: Stuttgarter Bibelkurs: Neues Testament (8 Hefte + Leiterheft). Deutsche Bibelgesellschaft, 2010–2020; Stuttgarter Bibelkurs: Altes Testament (6 Hefte + Leiterheft), DBG, 2010–2011
- Heinrich August Wilhelm Meyer (Hrsg.): Kritisch-exegetischer Kommentar über das Neue Testament (17 Bände). Vandenhoeck & Ruprecht, Göttingen 1862–1888
- William MacDonald: Kommentar zum Alten und Neuen Testament (2 Bände). CLV, 1992–2005
- Eduard Nielsen, Volkmar Fritz, Klaus Seybold, Hermann-Josef Stipp u. a.: Handbuch zum Alten und Neuen Testament (HAT/HNT) (11 Bde.). Mohr Siebeck, 1992–2019
- Arend Remmers: Die Bibel im Überblick. CSV, 2016
- Hermann Leberecht Strack & Paul Billerbeck: Kommentar zum Neuen Testament aus Talmud und Midrasch (4 Bände). C. H. Beck, 1922–1928
- Theologischer Handkommentar zum Neuen Testament (ThHK) (10 Bände). Evangelische Verlagsanstalt, 1992–2012
- Peter Fiedler, Peter Dschulnigg, Klaus Wengst, Klaus Haacker, Luise Schottroff u. a.: Theologischer Kommentar zum Neuen Testament (ThKNT) (12 Bände), Stuttgart: Kohlhammer, 2003–2023
- Raschi: Kommentar zur Tora. Faithlife, 2022
- Karl-Heinz Weber, Arend Remmers, J. T. Mawson, Christian Briem u. a.: Kommentare und biblische Themen von CSV (27 Bde.). CSV, 1982–2022
- Nicholas Thomas Wright: Das Neue Testament für heute (18 Bde.). Brunnen Verlag, 2013–2019
- Wuppertaler Studienbibel (Gesamtausgabe) (59 Bde.). SCM R. Brockhaus, 2018
- Hans-Georg Wünch, Julius Steinberg, Winfried Meissner, Manfred Dreytza: Edition C: Altes und Neues Testament (17 Bde.), SCM; Hänssler Verlag, 1998–2014

#### Kommentare zu einzelnen Büchern
- Johann Tobias Beck, Julius Lindenmeyer: Erklärung des Briefes Pauli an die Epheser nebst Anmerkungen zum Brief Pauli an die Kolosser. Gütersloh: C. Bertelsmann, 1891.
- Johannes von Belser: Die Epistel des Heiligen Jakobus. Herdersche Verlagshandlung, 1909.
- Johannes Beutler: Das Johannesevangelium: Kommentar. Herder, 2013, ISBN 978-3-451-30779-9
- August Bisping: Erklärung des Evangeliums nach Johannes. Aschendorff’sche Buchhandlung, 1869.
- August Bisping: Erklärung des zweiten Briefes an die Thessalonicher, der drei Pastoralbriefe und des Briefs an Philemon. Aschendorff’sche Buchhandlung, 1858.
- Ernst von Dobschütz: Die Thessalonicher-briefe. Vandenhoeck & Ruprecht, 1909.
- Adolf Hilgenfeld: Der Galaterbrief, ubersetzt, in seinen geschichtlichen Beziehungen untersucht und erklart. Breitkopf und Härtel, 1852.
- Rudolf Knopf: Die Briefe Petri und Judä (7. Auflage). Göttingen: Vandenhoeck & Ruprecht, 1912.
- Friedrich Lücke: Commentar über das Evangelium des Johannes. Eduard Weber, 1843.
- Charles Henry Mackintosh: Die fünf Bücher Mose. Christliche Schriftenverbreitung, 2011. ISBN 978-3-89287-532-1
- Peter Schegg: Jakobus der Bruder des Herrn und Sein Brief. Ernst Stahl, 1883.
- Annette Schellenberg: Zürcher Bibelkommentar AT – Kohelet. TVZ, 2013.
- Friedrich Schleiermacher: Ueber den sogenannten ersten Brief des Paulos an den Timotheos: Ein kritisches Sendschreiben an C. H. Gass. Realschulbuchhandlung, 1807.
- Hans von Soden: Der Brief des Apostels Paulus an die Philipper. Mohr Siebeck, 1889.
- Friedrich Spitta: Der zweite Brief des Petrus und der Brief des Judas: Eine geschichtliche Untersuchung. Halle: Buchhandlung des Waisenhauses, 1885.
- Ewald Rudolf Stier: Die Gemeinde in Christo Jesu: Auslegung des Briefes an die Epheser (Bd. 1 & 2). Berlin: Besser’sche Buchhandlung, 1848.
- Georg Stöckhardt: Kommentar über den Ersten Brief Petri. St. Louis, MO: Concordia Publishing House, 1912.
- Heinrich Stuhrmann: Das Wort des Heils: Eine Volkstumliche Auslegung der Bücher des Neuen Testaments: Die beiden Briefe an den Timotheus; Der Brief an den Titus; Der Brief an den Philemon. Agentur des Rauhen Hauses, 1909. (Als Vorbestellung; in der Produktion)
- Beat Weber: Werkbuch Psalmen I-III. Kohlhammer, 2010–2016.
- Bernhard Weiss: Der Philipperbrief ausgelegt und die Geschichte seiner Auslegung kritisch dargestellt. Wilhelm Hertz, Berlin 1859.
- Julius Wellhausen: Das Evangelium Johannis. Georg Reimer, 1908.
- Karl Wieseler: Commentar uber den Brief Pauli an die Galater. Dieterichschen Buchhandlung, 1859.
- Gustav Wohlenberg, Theodor Zahn (Hrsg.): Der erste und zweite Petrusbrief und der Judasbrief. (Erste und zweite Auflage, Bd. XV). Leipzig: A. Deichert’sche Verlagsbuchhandlung Werner Scholl, 1915.
- William Wrede: Die Echtheit des zweiten Thessalonicherbriefs. J. C. Hinrichs’sche Buchhandlung, 1903.
- Theodor Zahn: Das Evangelium des Johannes. Deichert’sche Verlagsbuchhandlung, 1908.
- Theodor Zahn: Die Pastoralbriefe (Kommentar zum Neuen Testament, Bd. 13). A. Deichert’sche Verlagsbuchhandlung Werner Scholl, 1923.

### Predigten
- Michael Herbst Predigtarchiv (2004–2020). Neukirchener Aussaat, 2001.
- Charles Haddon Spurgeon: Spurgeon-Bibliothek (3L-Gesamtreihe). 11 Bde. 3L Verlag, 2001–2017.

### Dogmatik/Systematische Theologie
- Arbeiten zur Systematischen Theologie (9 Bände). Evangelische Verlagsanstalt, 2008–2015.
- Karl Barth: Kirchliche Dogmatik (Studienausgabe) (31 Bde.). Theologischer Verlag Zürich, 1986–1993
- Johannes Calvin, Bernhard Spiess (Übers.): Christliche Glaubenslehre: Erstausgabe der Institutio von 1536. Reformatorischer Verlag und Verlag für Kultur und Wissenschaft, 2008, ISBN 978-3-928936-39-2.
- Der evangelische Glaube kompakt. Ein Arbeitsbuch: Das Westminster Glaubensbekenntnis von 1647. Verlag für Kultur und Wissenschaft, 2004
- Brannon Ellis, Mark Ward, Jessica Parks (Hrsg.): Grundriss der Dogmatik. Lexham Press, Bellingham 2018.
- Wayne Grudem: Biblische Dogmatik: Eine Einführung in die Systematische Theologie, Verlag für Kultur und Wissenschaft, 2018.
- Friedhelm Jung: Glaube kompakt: Grundzüge biblischer Dogmatik (Vierte, verbesserte und erweiterte Auflage). Bornheim; Bonn: Lichtzeichen Verlag, 2018.
- Harald Wagner: Dogmatik. W. Kohlhammer, 2003, ISBN 3-17-016469-4.

### Ethik
- Dietrich Bonhoeffer: Ethik. Gütersloher Verlagshaus, 2015, ISBN 978-3-579-01818-8
- Helmut Burkhardt: Ethik (3 Bde.). Brunnen Verlag, 2003–2020
- Rochus Leonhardt: Ethik (Lehrwerk Evangelische Theologie | LETh). Evangelische Verlagsanstalt, 2022, ISBN 978-3-374-07183-8
- Thomas Schirrmacher: Ethik (6 Bände plus Kursbuch und Register). VTR; RVB, 2020

### Geschichte
- Eusebius von Caesarea: Kirchengeschichte (Historia Ecclesiastica) (Bibliothek der Kirchenväter | BKV). Faithlife, 2022
- Flavius Josephus, Heinrich Clementz: Schriften von Flavius Josephus: Übersetzt und mit Anmerkungen versehen von Dr. Heinrich Clementz. Otto Hendel, 1899–1901 (Inhalt: Geschichte des Jüdischen Krieges, Jüdische Altertümer und Kleinere Schriften: Selbstbiografie – Gegen Apion – Über die Makkabäer)
- Dieter Vieweger: Geschichte der biblischen Welt (5 Bde.). Gütersloher Verlagshaus, 2019–2022

#### Reformation/Reformatoren
- Martin Luther: Vom unfreien Willen. Betanien, 2017. ISBN 978-3-945716-24-3
- Philipp Melanchthon, Michael Beyer (Hrsg.) u. a.: Philipp Melanchthon Sammlung. (Melanchthon deutsch I-IV). Evangelische Verlagsanstalt, 2011–2012, ISBN 978-3-374-02831-3, ISBN 978-3-374-02832-0, ISBN 978-3-374-02854-2, ISBN 978-3-374-03053-8
- Johannes Schilling (Hrsg.): Martin Luther – Deutsch-Deutsche Studienausgabe Band 1 und 2. Evangelische Verlagsanstalt, 2012 und 2015, ISBN 978-3-374-02880-1, ISBN 978-3-374-02881-8.
- Hellmut Zschoch (Hrsg.): Martin Luther – Deutsch-Deutsche Studienausgabe Band 3: Christ und Welt. Evangelische Verlagsanstalt, 2016. ISBN 978-3-374-02882-5

### Primärtexte
- Augustinus von Hippo, Konrad Holzbauer, Rudolf Heumann, Patrick Huser u. a.: Augustinus von Hippo (Bibliothek der Kirchenväter | BKV) (10 Bde.). Faithlife; Jos Köselschen Buchhandlung, 1911–2022
- Rykle Borger, Diethelm Conrad, Einar von Schuler, Elmar Edel, Ernst Kausen, Hans Martin Kümmel u. a.: Texte aus der Umwelt des Alten Testaments: Alte und Neue Folge (TUAT) (27 Teilbände). Gütersloher Verlagshaus, 2001–2015
- Michael Fiedrowicz: Handbuch der Patristik: Quellentexte zur Theologie der Kirchenväter. Herder, 2010
- Joseph A. Fischer, Klaus Wengst, Ulrich H. J. Körtner, und Martin Leutzsch: Die Apostolischen Väter. Wissenschaftliche Buchgesellschaft, Darmstadt 1998 (Nutzung mit SESB-Lizenzen).
- Adolf von Harnack: Oden Salomos. Faithlife, 2022
- Flavius Josephus, Folker Siegert, Heinz Schreckenberg, Manuel Vogel: Flavius Josephus – Aus meinem Leben (Vita): Kritische Ausgabe, Übersetzung und Kommentar. Mohr Siebeck, 2011
- Andreas Lindemann und Henning Paulsen (Hrsg.): Die Apostolischen Väter. Mohr Siebeck, 1992. ISBN 978-3-16-145887-3
- Philon von Alexandria, Leopold Cohn: Philon von Alexandria (5 Bde.). Faithlife, 2022 (Inhalt: De Abrahamo, De Vita Mosis, De Decalogo, De opificio mundi und De Josepho)
- Uwe-Karsten Plisch: Was nicht in der Bibel steht: Apokryphe Schriften des frühen Christentums. Deutsche Bibelgesellschaft, 2018
- Jens Schröter, Jürgen Zangenberg: Texte zur Umwelt des Neuen Testaments. Mohr Siebeck, 2013. ISBN 978-3-8252-3663-2
- Gerhard Rauschen, Barnabas, Franz Zeller, Polykarp von Smyrna u. a.: Die Apostolischen Väter (Bibliothek der Kirchenväter | BKV) (9 Bde.). Faithlife, 2022
- Paul Rießler: Altjüdisches Schrifttum außerhalb der Bibel. Dr. Benno Filser Verlag, 1928

### Grammatiken (Griechisch/Hebräisch)
- Friedrich Blass: Grammatik des Neutestamentlichen Griechisch (Zweite, verbesserte und vermehrte Auflage). Vandenhoeck und Ruprecht, Göttingen 1902.
- Wilhelm Gesenius, Emil Kautzsch (Hrsg.): Wilhelm Gesenius’ Hebräische Grammatik. 28. Auflage. F.C.W. Vogel, 1909.
- Raphael Kühner: Ausführliche Grammatik der griechischen Sprache (Kühner-Blass/Kühner-Gerth) (2 Bde.). Hahnsche Buchhandlung, 1890–1904
- Rudolf Meyer: Hebräische Grammatik. Walter de Gruyter, 1992, ISBN 3-11-013694-5
- Heinrich von Siebenthal, Jan P. Lettinga: Grammatik des Biblischen Hebräisch. Brunnen Verlag, 2016, ISBN 978-3-7655-9555-4
- Heinrich von Siebenthal: Griechische Grammatik zum Neuen Testament. Brunnen Verlag, 2011, ISBN 978-3-7655-9558-5
- Heinrich von Siebenthal, Otto Wittstock: Grundkurs neutestamentliches Griechisch: Grammatik, Grundwortschatz, Übersetzungsmethodik. Brunnen Verlag, Giessen/Basel 2008.

### Weitere Bücher
- Selig Pinchas Bamberger (Übers.): Die Sprüche der Väter (Pirke Awot). Goldschmidt, Basel 2003.
- John Barton: Die Einheit der Schrift und die Vielfalt des Kanons. Walter de Gruyter, 2003, ISBN 978-3-11-182954-8
- Bekenntnisschriften des Protestantismus. Faithlife, 2018.
- Biblische Themenkonkordanz. Deutsche Bibelgesellschaft, 2017
- Dietrich Bonhoeffer: Werke (17 Bände). Hrsg. von Eberhard Bethge u. a., Gütersloher Verlagshaus, 1988–2005.
- Frank Thomas Brinkmann: Religionspädagogik. Kohlhammer, 2012, ISBN 978-3-17-022214-4.
- CMV-Materialsammlung 3.0. Christlicher Missions-Verlag, 2007.
- Wilhelm Dittmar: Vetus Testamentum in Novo: Die Alttestamentlichen Parallelen des Neuen Testaments im Wortlaut der Urtexte und der Septuaginta. Vandenhoeck & Ruprecht, 1903 in: Textual Studies on the New Testament (8 Bände.)
- Rudolf Englert: Religionspädagogische Grundfragen. Kohlhammer, 2008, ISBN 978-3-17-020826-1.
- Serge Fornerod, Gottfried W. Locher, Thies Gundlach, Petra Bosse-Huber: 500 Jahre Reformation: Bedeutung und Herausforderungen. TVZ, Zürich 2014, ISBN 978-3-290-17765-2.
- Michael Fiedrowicz: Theologie der Kirchenväter: Grundlagen frühchristlicher Glaubensreflexion. Herder, 2016.
- August Freiherr von Gall (Hrsg.): Der Hebräische Pentateuch der Samaritaner. Gießen: Verlag von Alfred Töpelmann, 1918.
- Georg Wilhelm Friedrich Hegel: Phänomenologie des Geistes. (G. Lasson, Hrsg.) (revidiertem). Leipzig: Felix Meiner, 1907.
- Wayne Grudem: Business zur Ehre Gottes: Die biblische Lehre über das moralisch Gute des Unternehmertums. Permission Verlag, 2022, ISBN 978-3-949998-54-6
- Heidelberger Katechismus. London, Andrew Melrose, 1900.
- Siegfried Herrmann, Walter Klaiber, Helmut Haug, Hannelore Jahr u. a.: Wissenswertes zur Bibel (5 Hefte).
- Thomas à Kempis: Die Nachfolge Christi. Nabel, 1905.
- Peter Klasvogt, Burhkard Neumann (Hrsg.): Reform oder Reformation. Evangelische Verlagsanstalt, 2014, ISBN 978-3-374-03389-8
- Eta Linnemann: Die Bibel oder die Bibelkritik? – Was ist glaubwürdig? VTR, 2012, ISBN 978-3-937965-86-4
- Eta Linnemann: Gibt es ein synoptisches Problem? VTR, 2012, ISBN 978-3-933372-15-4
- Eta Linnemann: Wissenschaft oder Meinung? Anfragen und Alternativen VTR, 2012, ISBN 978-3-933372-22-2
- Lutheran Church-Missouri Synod (Hrsg.): Concordia Triglotta, German. Northwestern Publishing House, 1996.
- Thomas Schirrmacher, Titus Vogt, Andreas Peter: Die vier Schöpfungsordnungen Gottes: Kirche, Staat, Wirtschaft, Familie bei Martin Luther und Dietrich Bonhoeffer. VTR, 2001
- Jens Schröter u. a.: Der historische Jesus: Tendenzen und Perspektiven der gegenwärtigen Forschung. Walter de Gruyter, 2002, ISBN 978-3-11-187573-6.
- Charles Haddon Spurgeon: Ratschläge für Prediger – 22 Lektionen für die Verkündigung der Heiligen Schrift.Betanien, 2019. ISBN 978-3-945716-19-9
- Emanuel Tov: Der Text der Hebräischen Bibel: Handbuch der Textkritik. W. Kohlhammer, 1997, ISBN 3-17-013503-1.
- Fabian Vogt: Glaube für Neugierige (5 Bde.). Evangelische Verlagsanstalt, 2014–2020
- Ellen Gould White: Die Geschichte der Hoffnung (5 Bände). Advent-Verlag, 2016.
- Helmut W. Ziefle: Modern Theological German: A Reader and Dictionary. Baker, 1997, ISBN 978-0-8010-2144-2.

### Interne Weblinks und Angebote
- Offizielle Internetpräsenz von der Logos Bibelsoftware (Deutsch)
- Offizielle Internetpräsenz von Logos Bible Software (Englisch)
- Web-App der Logos Bibelsoftware
- Deutsches Logos-Forum
- Deutsches Wiki – Eine Übersicht aller relevanten Artikel und Infos über Logos
- Deutsches Logos-Blog mit hilfreichen Tipps zur Nutzung der Software
- Logos auf Youtube (deutsch)
- Logos auf Youtube (englisch)
- biblia.com (Browser-Nutzung der Logos-Werke)
- Verbum – Faithlife-Software für römisch-katholische Nutzer
- Android-Apps von Faithlife Corporation
- iOS-Apps von Faithlife Corporation

### Externe Weblinks
- Logos 10 (Johannes Gutenberg-Universität Mainz)
- Logos 10 Rezension von Henrik Mohn — lesendglauben.de
- LOGOS 10 IST DA! – EINE REZENSION (Simon Birr, sbirr.de)
- Rezension über Logos 9 von Prof. Dr. Thomas Hieke (Uni Mainz) (Ältere Rezensionen über Logos 8, 7, 5 und mobile Apps)
- Rezension über Logos 9 von Pastor Simon Birr
- Rezension über Logos 8 auf evangeliums.net, 17. Juli 2019
- Rezension über Logos 7 von Prof. Dr. Hans-Georg Wünch (Theologisches Seminar Rheinland), 13. Oktober 2018 (auch als PDF)
- Deutsche Logos 6 Basispakete – Überblick und Bewertung (biblio-blog.de, 13. März 2016)
- Rezension: Logos 6 Gold Deutsch von Peter Streitenberger, M.A. (phil.)
- „Logos auf Deutsch“ (TheoBlog, 29. November 2014)
- „Das leistungsfähigste Bibelprogramm: Logos 6 erschienen“ von Benjamin Misja (biblio-blog.de, 4. November 2014)
- „Digital in Gottes Wort eintauchen mit Logos 6! (Part 1)“ (www.jesus24.de, 13. Januar 2015)
- „Der Tipp: Logos Bible Software“ von Dr. Rudolf Fichtner (Rezension über Logos 7; der-leiterblog.de, 14. Juli 2018)